# گل‌های مینا (ترانه)
«گل‌های مینا» (به انگلیسی: Daisies) ترانه‌ای از خوانندهٔ آمریکایی کیتی پری است که در ۱۵ مهٔ سال ۲۰۲۰ از سوی کپیتال رکوردز به‌عنوان تک‌آهنگ اصلی لبخند (۲۰۲۰) منتشر گردید.

## انتشار
در ۷ مهٔ سال ۲۰۲۰، پری از طریق رسانه‌های اجتماعی اعلام کرد که اولین ترانه ششمین آلبوم او با عنوان «گل‌های مینا» در ۱۵ مه ۲۰۲۰ منتشر می‌شود. نمایش جلد آن نیز در آن روز ارسال شد، که در آن پری در زمینه مینای چمنی زرد لبخند می‌زد. روز بعد، در یک کمپین تبلیغاتی برای گل‌های مینا، مصادف با روز مادر، یک فروشگاه گل دیجیتالی به نام «گل‌های مینا کیتی» افتتاح شد.

## نماهنگ
یک نماهنگ موسیقی، به کارگردانی لیزا ولوشین، به همراه این ترانه در ۱۵ مه ۲۰۲۰ منتشر شد. این نماهنگ در طول قرنطینه و در یک محیط طبیعت گرایانه فیلمبرداری شد. او بعداً فاش کرد که موزیک ویدئویی همان چیزی نبود که در ابتدا برنامه‌ریزی شده بود و به دلیل دنیاگیری کروناویروس، فیلمبرداری اولیه لغو شد.